# Jorman Campuzano
Jorman David Campuzano Puentes (Tamalameque, 30 aprile 1996) è un calciatore colombiano, centrocampista dell'Atlético Nacional.

## Caratteristiche tecniche
È un mediano.

## Carriera

### Club

#### Deportivo Pereira
Cresciuto nelle giovanili del Banfield e poi del Deportivo Pereira,debutta in prima squadra con il club colombiano il 15 Aprile 2015, in occasione della quarta giornata della Copa Colombia  contro l’Atletico Huila..

#### Atletico Nacional
Nel 2018 viene acquistato dall’Atletico Nacional .
Esordisce con i biancoverdi in occasione del pari a rete inviolate contro i Millonarios .Il 27 Febbraio 2018 debutta nella Coppa Libertadores 2018 nella partita vinta in trasferta per 1-0 contro il Colo Colo .

#### Boca Juniors
Il 10 Gennaio del 2019 il Boca Juniors paga la clausola rescissoria del centrocampista colombiano che diventa ufficialmente un nuovo giocatore del club. Esordisce in occasione della prima giornata della Primera Division Argentina pareggiata per 1-1 contro il Newell's Old Boys..
Il 14 Marzo 2020 realizza la prima rete con i gialloblù in occasione della vittoria per 0-4 contro il Godoy Cruz..
Vince il primo titolo con il Boca in occasione della vittoria ai rigori contro il Rosario Central,valevole per la Supercopa Argentina 2018.
Il 1º luglio 2024 viene ceduto in prestito all'Atlético Nacional fino al 30 giugno 2025.

### Nazionale
Ha esordito con la nazionale colombiana il 7 settembre 2018 in occasione dell'amichevole vinta 2-1 contro il Venezuela.

## Statistiche

### Cronologia presenze e reti in nazionale
| Cronologia completa delle presenze e delle reti in nazionale ― Colombia | Cronologia completa delle presenze e delle reti in nazionale ― Colombia | Cronologia completa delle presenze e delle reti in nazionale ― Colombia | Cronologia completa delle presenze e delle reti in nazionale ― Colombia | Cronologia completa delle presenze e delle reti in nazionale ― Colombia | Cronologia completa delle presenze e delle reti in nazionale ― Colombia | Cronologia completa delle presenze e delle reti in nazionale ― Colombia | Cronologia completa delle presenze e delle reti in nazionale ― Colombia |
| Data                                                                    | Città                                                                   | In casa                                                                 | Risultato                                                               | Ospiti                                                                  | Competizione                                                            | Reti                                                                    | Note                                                                    |
| ----------------------------------------------------------------------- | ----------------------------------------------------------------------- | ----------------------------------------------------------------------- | ----------------------------------------------------------------------- | ----------------------------------------------------------------------- | ----------------------------------------------------------------------- | ----------------------------------------------------------------------- | ----------------------------------------------------------------------- |
| 7-9-2018                                                                | Miami                                                                   | Venezuela                                                               | 1 – 2                                                                   | Colombia                                                                | Amichevole                                                              | -                                                                       | 81’                                                                     |
| 10-9-2019                                                               | Tampa                                                                   | Colombia                                                                | 0 – 0                                                                   | Venezuela                                                               | Amichevole                                                              | -                                                                       | 57’                                                                     |
| 29-1-2023                                                               | Carson                                                                  | Stati Uniti                                                             | 0 – 0                                                                   | Colombia                                                                | Amichevole                                                              | -                                                                       |                                                                         |
| 11-12-2023                                                              | Fort Lauderdale                                                         | Colombia                                                                | 1 – 0                                                                   | Venezuela                                                               | Amichevole                                                              | -                                                                       |                                                                         |
| 16-12-2023                                                              | Los Angeles                                                             | Messico                                                                 | 2 – 3                                                                   | Colombia                                                                | Amichevole                                                              | -                                                                       |                                                                         |
| Totale                                                                  |                                                                         | Presenze                                                                | 5                                                                       |                                                                         | Reti                                                                    | 0                                                                       |                                                                         |

## Palmarès

### Club

#### Competizioni nazionali
- Copa Colombia: 2

Atletico Nacional: 2018, 2024
- Supercopa Argentina: 1

Boca Juniors: 2018
- Campionato argentino: 1

Boca Juniors: 2019-2020
- Copa Argentina: 1

Boca Juniors: 2019-2020
- Copa de la Liga Profesional: 1

Boca Juniors: 2022
- Campionato colombiano: 1

Atlético Nacional: Clausura 2024
- Súper Liga: 1

Atlético Nacional: 2025